# Вилхелм I фон Монфор-Брегенц
Вилхелм I (II) фон Монфор-Брегенц-Тетнанг „Богатия“ (на немски: Wilhelm I (II), Graf von Montfort-Bregenz-Tettnang; * пр. 1290; † между 6 февруари 1348 и 8 октомври 1350) е граф на Монфор-Брегенц в Тетнанг в Баден-Вюртемберг.

## Произход и наследство
Той е от влиятелния и богат швабски род Монфор/Монтфорт, странична линия на пфалцграфовете на Тюбинген. Потомък е на Хуго II фон Тюбинген (1115 – 1182), пфалцграф на Тюбинген, и съпругата му Елизабет фон Брегенц (1152 – 1216). От 1207 г. наследниците се наричат на дворец Монфор „граф на Монфор“.
Вилхелм I е син на Хуго III фон Тетнанг-Монфор-Шеер († 1309) и съпругата му Маргарета фон Гунделфинген († сл. 1269), вдовица на маршал Хайнрих фон Папенхайм († сл. 1264), дъщеря на Улрих II фон Гунделфинген-Хеленщайн († 1280) и Аделхайд фон Албек († пр. 1279). Майка му Маргарета е сестра на Андреас фон Гунделфинген († 1313), епископ на Вюрцбург (1303 – 1313). Внук е на граф Хуго II фон Монфор-Брегенц († 1260) и Елизабет фон Бургау, дъщеря на Хайнрих III фон Берг-Шелклинген († ок. 1241), маркграф на Бургау, и Аделхайд фон Шелклинген.
След 1439 г., след смъртта на внукът му Вилхелм IV фон Монфор-Тетнанг, син на граф Хайнрих III (IV) фон Монфор-Тетнанг († 1408) и втората му съпруга Аделхайд фон Хабсбург-Лауфенбург († ок. 1370), дъщеря на граф Йохан I фон Хабсбург-Лауфенбург († 1337) и Агнес фон Верд († 1352), графството „Монфор-Тетнанг“ е разделено на три: Тетнанг, Ротенфелс, Арген (Васербург Арген с Лангенарген), също на Верденберг със собственостите в Реция.

## Фамилия
Първи брак: пр. 26 май 1307 г. с Елизабет фон Шлюселбург († пр. 6 декември 1307), дъщеря на Еберхард II фон Шлюселберг († 1284) и бургграфиня Елизабет фон Цолерн-Нюрнберг († 1288). Бракът е бездетен.
Втори брак: сл. 6 декември 1307 г. с Анна Магдалена фон Шварценберг († 23 март 1310, погребана във Фрайбург), дъщеря на Йохан I фон Шнабелбург, фогт фон Шварценберг († сл. 1315) и Уделхилд фон Юзенберг († сл. 1322). Бракът е бездетен.
Трети брак: между 1313 и 1315 г. с Кунигунда фон Раполтщайн († сл. 1315), дъщеря на Хайнрих III фон Раполтщайн († 1312/1313) и Сузана фон Геролдсек († 1308). Те имат шест деца:
- Вилхелм II фон Монфор-Брегенц/III (* пр. 1348; † 16 юни 1373/14 юни 1374), женен 1354 г. за Урсула фон Пфирт († сл. 5 май 1367)
- Хуго VIII фон Монфор (* пр. 1322; † 1338)
- Хайнрих III (IV) фон Монфор-Тетнанг (* пр. 1353; † 1 юни/18 октомври 1408), женен I. за Уделхилд фон Ринек, II. за Аделхайд фон Хабсбург-Лауфенбург († ок. 1370), III. за Клара фон Елербах († сл. 1384)
- Мехтхилд фон Монфор-Тетнанг († 5 юли 1344), омъжена за граф Албрехт II фон Верденберг-Хайлигенберг († 22 юли 1371/6 януари 1373)
- Анна фон Монфор-Тетнанг, омъжена пр. 13 юни 1336 г. за херцог Фридрих II фон Тек († 28 юли/29 ноември 1342)
- Улрих фон Монфор († сл. 1353), капитулар в Кур